# Mérigon
Mérigon település Franciaországban, Ariège megyében. Lakosainak száma 113 fő (2022. január 1.). Mérigon Contrazy, Lasserre, Mauvezin-de-Sainte-Croix, Montardit, Sainte-Croix-Volvestre és Montbrun-Bocage községekkel határos.

## Népesség
A település népességének változása:
| Lakosok száma | 131  | 97   | 98   | 121  | 116  | 113  | 115  | 114  | 112  | 113  |
|               | 1968 | 1982 | 1990 | 2006 | 2013 | 2015 | 2017 | 2019 | 2020 | 2022 |